# リーガル・リサーチ
リーガル・リサーチ（英語: Legal research、法律調査（ほうりつちょうさ）、法務調査（ほうむちょうさ）または法的調査（ほうてきちょうさ）とも）とは、「法的意志決定のために必要となる情報の特定および収集の過程」を意味し、「最広義には、問題となる事実関係の分析を第一歩とし、法の適用に関する調査結果の伝達により終了する一連の行動を含む」とされる。

## 概要
リーガル・リサーチの過程は、関係する国や法制度により異なる。主要なものとしては以下のようなものがある。
1. 当該法域における第一次的な法源や権威ある資料（英語版）の発見（判例、制定法、規則など）。
2. 法的主題の背景情報を記した二次資料（英語版）（ロー・レビュー、法律辞典（英語版）、注釈書（英語版）法学百科事典など）の捜索。
3. 非法学的情報源における事実関係の調査または関連情報の捜索。

リーガル・リサーチは、法律情報を必要とする者であれば誰によっても行われうる。すなわち、弁護士、司書およびパラリーガルなどである。情報源も、紙の書籍から無料のウェブサイト（Findlaw.comなど）、情報ポータルサイトおよび有料のデータベース（ヴォルタース・クルーワー、レクシスネクシス、Westlawなど）まで多様である。ロー・スクールや法律事務所等の調査環境に篤志家の援助を受けて設置された法学図書館においてリサーチの支援が得られる場合もある。

## リーガル・リサーチの外注
リーガル・リサーチには多くの時間と労力を要するうえ、データベースの費用も必要となる。そのため、必要な倫理的配慮のもと、法律事務所などの法律実務家がリーガル・リサーチの外注先として機能する場合がある。